# Нане (богиня)
Нане́ (арм. Նանե [nɑˈnɛ]) — в древнеармянской мифологии богиня войны, материнства и мудрости — дочь верховного бога-творца Арамазда.

## Описание
Богиня выглядела как молодая женщина в одежде воина (подобно греческой Афине, с которой она отождествлялась в эллинистическую эпоху), с копьём и щитом в руках.

## Культ
Её культ был тесно связан с культом богини Анаит. Не случайно её храм находился в гаваре Екехяц, вблизи храма Анаит. Нанэ также почиталась как Великая мать (в народной армянской речи имя Нанэ приобрело нарицательное значение — бабушка, мать). Армянская ипостась Афины и одновременно Гестии Нанэ также обладала Священным Покровом, который никто из смертных не смел приподнять. Отсюда и эпитет Нанэ — Целомудренная. В эллинистический период Богиня Нанэ стала отождествляться с Афиной Палладой, то есть Афиной Богиней Мудрости, Праведности и Целомудрия. Здесь следует обратиться к древнеэллинскому преданию о том, что Афина — искусна в ткачестве, что указывает на покров Тайны, которым покрыта Высшая Мудрость. Данная аллегория восходит к Покрову Матери Исиды, причем каждый из этих Покровов мог называться разными именами Богинь.

## Происхождение имени
В настоящее время существуют мнения, что прототипом богини Нане, распространенной на Армянском нагорье и прилегающих к нему регионах, могла быть Инанна, главная богиня древнего шумерского эпоса «Думузи и Инанна». Аналогичное происхождение, вероятно, имеют упомянутые в указанный шумерской легенде и сохранившиеся на армянском языке божества։ Деметр и Гисане, которые упоминаются вместе с Инанной, как верховные правители Аратты, с именами Думузи и Гештинанна /брат и сестра/.